# Thank U, Next
Thank U, Next è il quinto album in studio della cantautrice statunitense Ariana Grande, pubblicato l'8 febbraio 2019 dalla Republic Records.
Dopo l'uscita del suo precedente album in studio Sweetener (2018), la cantante ha iniziato a lavorare su un nuovo album ad ottobre dello stesso anno, arruolando scrittori e produttori come Tommy Brown, Max Martin, Ilya Salmanzadeh e Pop Wansel. L'album è stato creato nel mezzo di questioni personali, tra cui la morte del suo ex fidanzato Mac Miller e la sua rottura con Pete Davidson.
L'omonima canzone è stata pubblicata come singolo apripista il 3 novembre 2018, raggiungendo la cima delle classifiche di 12 paesi e diventando il suo primo singolo a raggiungere la vetta su Billboard Hot 100 statunitense. Il secondo singolo, 7 Rings, è stato pubblicato il 18 gennaio 2019, raggiungendo la vetta delle classifiche in 15 paesi e rendendo Ariana Grande la terza artista femminile con due o più canzoni ad aver debuttato in cima alla Hot 100. Break Up with Your Girlfriend, I'm Bored è stato pubblicato come terzo singolo il giorno dell'uscita dell'album, e ha raggiunto il primo posto nel Regno Unito. A sostegno di Sweetener e Thank U, Next, Ariana Grande ha intrapreso lo Sweetener World Tour.
Alla sua uscita, Thank U, Next ha ricevuto plauso universale dai critici musicali, molti dei quali hanno elogiato la coesione e la produzione dell'album. È stato nominato come album dell'anno e miglior album pop vocale ai Grammy Awards 2020. Thank U, Next è stato anche classificato in diverse migliori liste musicali di fine anno e di fine decennio, con Billboard e Rolling Stone che lo hanno eletto il migliore disco del 2019.

## Antefatti e produzione

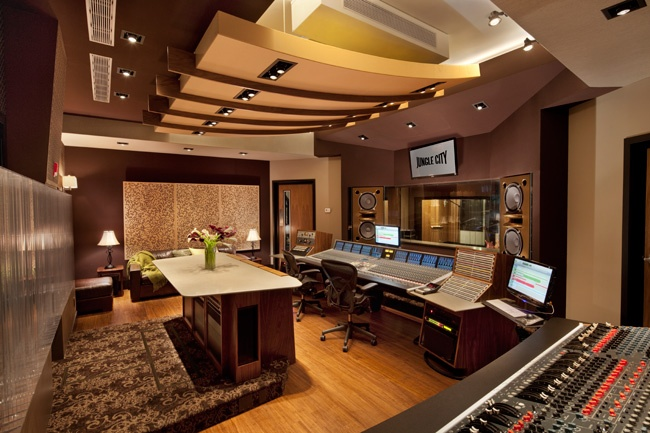
I Jungle City Studios di New York sono stati il principale luogo di registrazione dell'album.

Dopo l'uscita del suo precedente album in studio Sweetener, Grande ha iniziato a lavorare ad un nuovo album nell'ottobre dello stesso anno con scrittori e produttori come Tommy Brown, Max Martin, Ilya Salmanzadeh e Andrew "Pop" Wansel. L'album è stato creato nel mezzo di problemi personali, tra cui la morte per overdose, nel settembre 2018, dell'ex-fidanzato della cantante, il rapper Mac Miller. Il mese seguente Grande ha annunciato che si sarebbe presa una pausa dalla musica; tuttavia, lo stesso mese ha rivelato di essere stata in studio di registrazione a lavorare su nuova musica. È stato principalmente registrato presso i Jungle City Studios di New York, con posizioni di registrazione aggiuntive tra cui i Right Track Studios nella stessa città, gli MXM Studios e i Conway Recording Studios a Los Angeles, The Record Plant a Hollywood, i Wolf Cousins Studios a Stoccolma, e gli Entirety Studios a Londra. Ha successivamente annunciato lo Sweetener World Tour, dichiarando che il tour avrebbe supportato sia il suo quarto album in studio, Sweetener, sia il suo quinto album in studio.

## Scrittura e registrazione
Ariana Grande ha optato di lavorare con produttori e cantautori di cui era già amica, affermando che la decisione "mi ha salvato la vita. È stato una specie di un brutto capitolo super impegnativo, e poi i miei amici lo hanno reso straordinario e speciale." Tommy Brown ha prodotto il maggior numero di tracce, cinque, e ha collaborato alla produzione con Charles Anderson e Michael Foster dei Social House su due di esse. Nel frattempo, Max Martin e Ilya Salmanzadeh hanno prodotto quattro tracce insieme.
La cantautrice Victoria Monét ha affermato che Ariana e il suo team hanno lavorato rapidamente, scrivendo e registrando circa nove canzoni in una settimana. A differenza dei suoi album precedenti, la maggior parte delle sessioni di registrazione è terminata dopo solo due settimane. Il team di Grande ha affermato, durante un'intervista con Zach Sang, che ha sempre avuto champagne in studio, in particolare il Veuve Clicquot, come più tardi Grande ha fatto riferimento nella sua collaborazione con Monét, "Monopoly". Monét ha co-scritto sei delle canzoni degli album, incluso "Ghostin", che è stata la prima canzone scritta per l'album e a cui ha impiegato più tempo a scrivere. Ariana l'ha descritta come la canzone più difficile da comporre per il progetto e inizialmente ha richiesto che il brano non fosse incluso nella tracklist finale, cambiando poi idea.

## Composizione

### Musica e testi
«"Sento che ci sono alcuni standard secondo cui le donne pop sono tenute a rispettare al contrario degli uomini. Dobbiamo fare il teaser prima del singolo, poi fare il singolo e aspettare di fare il pre-ordine, e la radio deve fare un impatto prima del video, e dobbiamo fare lo sconto in questo giorno, e tutto questo, ed è come, 'Beh, voglio solo parlare con i miei fan, cantare e scrivere musica e pubblicarla come fanno questi ragazzi. Perché riescono a fare dischi del genere e io no? Così faccio e l'ho fatto e lo sono, e continuerò a farlo."  — Grande sul singolo principale dell'album e sulla durata della produzione.»
Thank U, Next è un album pop e R&B con tratti trap e molte influenze dell'hip hop sui suoi ritmi e produzioni. Esplora una varietà di altri generi musicali, tra cui dancehall, soul, pop-rap e possiede molte influenze urban. Sempre nell'intervista a Zach Sang, Ariana ha dichiarato che lei e gli altri membri dell'équipe andavano in studio ogni giorno a comporre, e ciò ha cambiato tutto nella sua vita, aiutandola a riprendersi da momenti molto difficili. Afferma inoltre che pur sembrando banale era il periodo più bello.

### Canzoni e contenuti dei testi
La prima traccia dell'album è Imagine, una ballata R&B con un ritmo ispirato al trap. La canzone presenta più note di fischio, e il suo testo parla della negazione dell'artista alle relazioni fallite. Mathew Rodriguez di Out ha affermato che la canzone "fa il doppio dovere di essere sia una grande canzone che una grande introduzione".
La traccia successiva Needy è una canzone minimalista a tempo medio con un sintetizzatore simile a un metronomo in primo piano. Il suo testo parla delle insicurezze dell'artista nelle relazioni sentimentali.
NASA, che prende il nome dall'omonima agenzia spaziale americana, è una "melodia rimbalzante-R&B." La traccia presenta un'introduzione vocale di Shangela, una drag queen americana. Dice "One small step for woman, one giant leap for womankind" (Un piccolo passo per la donna, un passo da gigante per il genere femminile), una variazione della citazione di Neil Armstrong, "Questo è un piccolo passo per un uomo, ma un grande balzo per l'umanità."
La quarta traccia è Bloodline. È una canzone reggae pop con influenze R&B che contiene corni e un basso martellante. È stato paragonato alle canzoni Side to Side e Greedy del suo terzo album in studio, Dangerous Woman. La canzone presenta un sample di Marjorie Grande, la nonna di Ariana, in cui parla di un apparecchio acustico. The Guardian ha scritto che la canzone "postula l'idea che forse è meglio vedere come vanno le cose in termini di relazione e sposarsi dopo alcuni mesi non è essenziale", credendo che questa canzone riguardi Pete Davidson. 
La quinta traccia del disco è "Fake Smile", una traccia hip-hop ispirata al soul con un groove trap. È dotata di un campione di Wendy Rene. La canzone parla dell'attentato al suo concerto a Manchester e della morte dell'ex fidanzato Mac Miller, e della crisi emotiva che questi eventi le hanno inflitto.
"Bad Idea" è una traccia EDM e trap, a cominciare da un'introduzione rock ballad degli anni '80 che ha ottenuto un confronto con il singolo di successo di David Guetta Titanium featuring Sia. Con un'orchestra durante il bridge e l'outro, il testo parla del desiderio dell'artista di intorpidire il suo dolore.
La settima traccia Make Up è la canzone sessualmente più esplicita di Grande nell'album, con molti doppi sensi. È una canzone trap con influenze wonky pop e bubblegum pop e contiene un "bridge influenzato dal rap".
Ghostin, l'ottava traccia, è una ballata emotiva con sintetizzatori e archi. Essa narra le ultime due relazioni dell'artista, affermando che "dovrebbe dimenticarsi il fantasma del vecchio ragazzo che ancora la fa piangere e vuole smettere di ferire la persona con cui è ora", parlando quasi esplicitamente di Miller e Davidson. Savan Kotecha, che ha co-scritto la canzone con Ariana, ha detto a Rolling Stone: "[Quando stavamo scrivendo] Ghostin eravamo a New York... La canzone parla da sola in termini di ciò di cui parla. Siamo stati con lei per una settimana a New York a testimoniarlo, a testimoniare i suoi sentimenti al riguardo." La NME dichiarò che era "uno dei brani più discussi del disco" e anche "uno dei momenti più devastanti dell'album". Secondo quanto dichiarato da Grande in una delle interviste promozionali per il disco, lei stessa ha "implorato" il suo manager, Scooter Braun, di rimuovere la traccia dall'album, ma “lui l'ha convinta a tenerla”.
La nona traccia In My Head inizia con un estratto di un messaggio vocale dell'amico intimo di Grande Doug Middlebrook. È un ibrido trap-pop con molte influenze R&B. Medium ha affermato che "Ariana Grande affronta il suo fallimento nel vedere le persone per quello che sono veramente".
7 Rings, la decima traccia, è una canzone trap-pop e R&B. Presenta un basso pesante e vede l'artista discutere di come il successo globale "le ha permesso di godersi le cose migliori". La rivista Billboard ha notato che è "la canzone più hip-hop che Grande abbia mai pubblicato nell'era post-Sweetener ", in quanto la cantante rappa molti versi del brano. 7 Rings ha riscosso un successo commerciale planetario, in quanto singolo estratto, tanto che la canzone è stata definita da molti come la più grande hit globale della Grande. 
Il singolo apripista dell'album, Thank U, Next, è l'undicesima traccia dell'album. Il brano pop e R&B con elementi di synth pop ha un testo che parla delle relazioni passate di Ariana. Grande ha spiegato in un'intervista che "thank you, next..." è una frase che lei e la sua collega/cantautrice Victoria Monét usano. Markos Papadatos del Digital Journal ha affermato che la canzone è un "inno alla gratitudine, un inno per un nuovo inizio e nuovi inizi, in cui non ha paura di essere cruda e vulnerabile; la vulnerabilità di Grande è la ricompensa dell'ascoltatore." Ha anche detto che la canzone è "sensuale, catartica ed espressiva" e ha elogiato la voce affannosa di Grande come "incontaminata e paradisiaca, ed è evidente che il trono pop è ancora suo." Thank U, Next ottiene una valutazione A.
Il brano finale Break Up with Your Girlfriend, I'm Bored è una canzone trap-pop e R&B. Secondi molti, questa traccia, estratta poi dal disco come ultimo singolo, è la canzone più accattivante dell'album. Il brano ha sostituito Remember, una canzone precedentemente pianificata per essere nell'album, ma era troppo personale per essere pubblicata dalla cantante. Campiona "It Makes Me Ill" dei NSYNC nel bridge.

## Promozione
Ancor prima dell'annuncio dell'album, il 3 novembre 2018 Ariana Grande ha pubblicato il primo singolo ufficiale, l'omonimo Thank U, Next, presentato per la prima volta dal vivo quattro giorni più tardi al The Ellen DeGeneres Show. Il singolo ha ottenuto un enorme successo, raggiungendo la prima posizione delle classifiche di 12 paesi e battendo diversi record, tra cui il record per il maggior numero di riproduzioni in un solo giorno di un'artista femminile su Spotify; il singolo è diventato inoltre il primo nella carriera della cantante a raggiungere la prima posizione della classifica statunitense Billboard Hot 100. Il relativo videoclip è stato pubblicato il 30 novembre ed ha battuto il record sia per il video musicale più visto su YouTube in 24 ore sia per il video Vevo più veloce a raggiungere 100 milioni di visualizzazioni su YouTube.
La copertina dell'album, scattata da Alfredo Flores, mostra Ariana Grande che giace a testa in giù sul pavimento con il titolo dell'album dipinto sul collo. La copertina dell'edizione digitale presenta un bordo rosa, mentre l'edizione fisica presenta un bordo nero.
Il primo e unico singolo promozionale estratto dall'album è stato Imagine, uscito il 14 dicembre 2018 e presentato quattro giorni dopo dal vivo al The Tonight Show Starring Jimmy Fallon.
7 Rings è stato pubblicato come secondo singolo ufficiale il 18 gennaio 2019. Il brano ha raggiunto la prima posizione delle classifiche di 15 Paesi, rendendo Grande la terza artista femminile ad avere due o più brani a debuttare in vetta alla Billboard Hot 100. Ciò ha anche reso Grande la terza artista della storia ad avere un album con due canzoni che hanno debuttato in vetta degli Hot 100, dopo Scorpion di Drake nel 2018 e Daydream di Mariah Carey nel 1995. 7 Rings ha anche battuto il record per la canzone più trasmessa in streaming in 24 ore su Spotify, ricevendo 14,9 milioni di stream in tutto il mondo. Il singolo ha inoltre battuto il record per il brano più riprodotto in 24 ore su Spotify, ricevendo 14,9 milioni di stream a livello globale. Nonostante ciò, è stato oggetto di recensioni contrastanti da parte della critica specializzata, ed è stato al centro di accuse di plagio da parte di più artisti. 7 Rings è stato nominato come registrazione dell'anno e migliore interpretazione pop solista ai Grammy Awards 2020.
Il 12 febbraio 2019 è stato pubblicato come terzo singolo ufficiale Break Up with Your Girlfriend, I'm Bored, traccia di chiusura dell'album. Anch’esso ha riscosso certamente un grandissimo successo mondiale, e ha debuttato alla seconda posizione della Billboard Hot 100. La canzone diventa dunque la tredicesima top 10 di Grande nella classifica. Grazie al suo posizionamento, affiancata da 7 Rings alla numero uno e Thank U, Next alla numero tre, Grande è diventata la prima artista ad occupare i primi tre posti della classifica statunitense dai tempi dei Beatles nel 1964.

### Tour
Il 25 ottobre 2018, Ariana Grande ha annunciato ufficialmente lo Sweetener World Tour, in promozione di Thank U, Next e Sweetener (2018). Il tour è iniziato il 18 marzo 2019, con la prima leg composta da 53 spettacoli in tutto il Nord America. La seconda leg del tour è iniziata il 17 agosto 2019, composta da 28 spettacoli in tutta Europa. Normani e Social House sono stati annunciati come gruppo spalla per la prima tappa del tour. La scaletta del tour include tutte le canzoni del disco a eccezione di Imagine e Ghostin, poiché troppo personali, e In My Head, utilizzata però come interludio.

## Accoglienza
| Recensione           | Giudizio |
| -------------------- | -------- |
| AllMusic             |          |
| Entertainment Weekly | B+       |
| Exclaim!             | 8/10     |
| NME                  |          |
| Pitchfork            | 7.9/10   |
| Rolling Stone        |          |
| The A.V. Club        | A−       |
| The Daily Telegraph  |          |
| The Guardian         |          |
| The Independent      |          |

Thank U, Next ha ricevuto recensioni generalmente positive dai critici musicali. Su Metacritic l'album ha ottenuto un punteggio medio di 86 su 100. Molti critici hanno elogiato la coesione e la produzione dell'album. Stephen Thomas Erlewine di AllMusic ha dato una recensione positiva all'album, scrivendo che «Grande si pavoneggia con [...] sicurezza» e conclude che l'album «incarna ogni aspetto di Ariana Grande, la grande stella pop». Mikael Wood del Los Angeles Times ha detto che «Thank U, Next mostra la guarigione emotiva di Grande, insieme alla gioia di scoprire che ciò che non l'ha uccisa l'ha resa davvero più forte». Michael Cragg di The Guardian ha commentato che Thank U, Next sembra essere il «risultato di una raffica di creatività e di uno stato d'animo prevalente», ma ha criticato 7 Rings come «il punto più basso e presuntuoso» dell'album. Ha concluso positivamente, affermando che Grande è una «pop star che finalmente sta elaborando chi è e cosa vuole dire esserlo» e ha paragonato l'album a Anti di Rihanna. Helen Brown di The Independent ha dichiarato che Grande sta «abbracciando la ragazza cattiva interiore (nella hit Break Up with Your Girlfriend, I'm Bored) possedendo i suoi difetti e le sue contraddizioni (in tracce come Needy e NASA)», ma ha concluso dicendo che l'album non ha abbastanza «grinta vocale». Sal Cinquemani di Slant Magazine ha dato tre stelle e mezzo su cinque all'album, ritenendolo «lo sforzo più consistente musicalmente di Grande fino ad oggi». Ha criticato il fatto che «alcune delle [...] tracce tendono a confondersi», ma alla fine ha concluso dicendo che il «rifiuto di Grande di fingere un sorriso dimostra di essere ciò che la rende così dannatamente simpatica».

## Tracce
1. Imagine – 3:32 (Ariana Grande, Andrew Wansel, Nathan Perez, Priscilla Renea, Jameel Roberts)
2. Needy – 2:51 (Ariana Grande, Victoria McCants, Tayla Parx, Tommy Brown)
3. NASA – 3:02 (Ariana Grande, Victoria McCants, Tayla Parx, Tommy Brown, Charles Anderson)
4. Bloodline – 3:36 (Ariana Grande, Max Martin, Ilya Salmanzadeh, Savan Kotecha)
5. Fake Smile – 3:28 (Ariana Grande, Andrew Wansel, Nathan Perez, Priscilla Renea, Kennedi Lykken, Justin Tranter, Joseph Frierson, Mary Frierson)
6. Bad Idea – 4:27 (Ariana Grande, Max Martin, Ilya Salmanzadeh, Savan Kotecha)
7. Make Up – 2:20 (Ariana Grande, Victoria Monét, Tayla Parx, Tommy Brown, Brian Baptiste)
8. Ghostin – 4:31 (Ariana Grande, Max Martin, Ilya Salmanzadeh, Savan Kotecha, Tayla Parx, Victoria Monét)
9. In My Head – 3:42 (Ariana Grande, Andrew Wansel, Nathan Perez, Brittany Coney, Denisia Andrews, Lindel Nelson Jr, Jameel Roberts)
10. 7 Rings – 2:58 (Ariana Grande, Victoria Monét, Tayla Parx, Njomza Vitia, Kimberly Krysiuk, Tommy Brown, Michael Foster, Charles Anderson, Richard Rodgers, Oscar Hammerstein II)
11. Thank U, Next – 3:27 (Ariana Grande, Victoria Monét, Tayla Parx, Njomza Vitia, Kimberly Krysiuk, Tommy Brown, Michael Foster, Charles Anderson)
12. Break Up with Your Girlfriend, I'm Bored – 3:10 (Ariana Grande, Max Martin, Ilya Salmanzadeh, Savan Kotecha, Kandi Burruss, Kevin Briggs)

Contenuto bonus nell'edizione deluxe giapponese
- CD

1. 7 Rings (feat. 2 Chainz) (Remix) – 2:58 (Ariana Grande, Victoria Monét, Tayla Parx, Njomza Vitia, Kimberly Krysiuk, Tommy Brown, Michael Foster, Charles Anderson, Richard Rodgers, Oscar Hammerstein II)
2. Monopoly (Ariana Grande & Victoria Monét) – 2:38 (Victoria Monét, Ariana Grande, Tim Suby, Charles Anderson, Michael Foster)

- DVD

1. Thank U, Next (Music Video) – 5:30
2. 7 Rings (Music Video) – 3:04
3. Break Up with Your Girlfriend, I'm Bored (Music Video) – 3:24

### Campionamenti
- Fake Smile contiene un campione di After Laughter (Comes Tears) di Wendy Rene, scritto da Joseph W. Frierson e Mary Lou Frierson.
- 7 Rings interpola parti di My Favorite Things, scritto da Oscar Hammerstein II e Richard Rodgers.
- Break Up with Your Girlfriend, I'm Bored contiene un'interpolazione di It Makes Me Ill degli NSYNC.

## Formazione
Voce
- Ariana Grande – artista principale
- Victoria Monét – voci di sottofondo (tracce 2–3, 7–8, 10–11)
- Tayla Parx – voci di sottofondo (tracce 2–3, 7, 10)
- Marjorie Grande – voci di sottofondo (traccia 4)
- Doug Middlebrook – voci di sottofondo (traccia 9)
- Shangela Laquifa Wadley – voce non accreditata (traccia 3)[119]

Musicisti
- Happy Perez – chitarra (tracce 1, 5, 9), tastiere (tracce 1, 5, 9)
- Pop Wansel – tastiere (tracce 1, 5, 9)
- Peter Lee Johnson – strumenti a corda (traccia 2)
- Wojtek Bylund – sassofono contralto (traccia 4)
- Ilya Salmanzadeh – basso (tracce 4, 6, 8, 12), batteria (tracce 4, 6, 12), chitarra (tracce 4, 6, 8), tastiere (tracce 4, 6, 8, 12), arrangiamenti con strumenti a corda (traccia 6)
- Janne Bjerger – tromba (traccia 4)
- Max Martin – basso (tracce 4, 6, 8, 12), batteria (tracce 4, 6, 12), chitarra (tracce 4, 6, 8), tastiere (tracce 4, 6, 8, 12), arrangiamenti con strumenti a corda (traccia 6)
- Mattias Bylund – corni (traccia 4), strumenti a corda (tracce 6, 8), arrangiamenti con strumenti a corda (traccia 6), violino (traccia 6)
- Magnus Johannson – tromba (traccia 4)
- Peter Noos Johannson – trombone (traccia 4)
- Tomas Johannson – sassofono tenore (traccia 4)
- JProof – tastiere (tracce 5, 9)
- David Bukovinszky – violoncello (tracce 6, 8)
- Alexander West – chitarra (traccia 7)
- Larrance Dopson – chitarra (traccia 7)
- Mattias Johannson – violino (traccia 8)

Produzione
- Ariana Grande – produzione esecutiva, produzione vocale (tutte le tracce)
- Scooter Braun – produzione esecutiva
- Happy Perez – produzione (tracce 1, 5, 9)
- Pop Wansel – produzione (tracce 1, 5, 9)
- Tommy Brown – produzione (tracce 2–3, 7, 10–11)
- Charles Anderson – produzione (tracce 3, 10–11)
- Max Martin – produzione (tracce 4, 6, 8, 12), produzione vocale (traccia 8)
- Ilya Salmanzadeh – produzione (tracce 4, 6, 8, 12), produzione vocale (traccia 8)
- Brian Baptiste – produzione (traccia 7)
- Michael Foster – produzione (tracce 10–11)
- Victoria Monét – produzione vocale (tracce 2–3, 7–8, 10–11)
- Tayla Parx – produzione vocale (tracce 2, 7)
- NOVA Wav – co-produzione (traccia 9)
- Andrew Luftman – coordinamento della produzione (tracce 1, 5, 9)
- Sarah Shelton – coordinamento della produzione (tracce 1, 5, 9)
- Zvi Edelman – coordinamento della produzione (tracce 1, 5, 9)

Tecnici
- Happy Perez – programmazione (tracce 1, 5, 9)
- Pop Wansel – programmazione (tracce 1, 5, 9)
- Tommy Brown – programmazione (tracce 2–3, 10)
- Charles Anderson – programmazione (tracce 3, 10)
- Ilya Salmanzadeh – programmazione (tracce 4, 6, 8, 12)
- Max Martin – programmazione (tracce 4, 6, 8, 12)
- Michael Foster – programmazione (traccia 10)
- John Hanes – missaggio (tracce 1–3, 10), assistenza al missaggio (tracce 4–9, 11–12)
- Șerban Ghenea – missaggio (tutte le tracce)
- Billy Hickey – ingegneria (tracce 2, 3, 7, 10, 11)
- Sam Holland – ingegneria (tracce 6, 8)
- Brendan Morawski – registrazione (traccia 1), ingegneria (tracce 2, 3, 5, 7–11)
- Joe Gallagher – registrazione (traccia 1), ingegneria (tracce 5, 9)
- Sean Klein – assistenza alla registrazione (tracce 1–3, 5, 7–8, 10, 11), assistenza ingegneristica remix (traccia 9)
- Jeremy Lertola – assistenza alla registrazione (tracce 4, 6, 8, 12)
- Cory Bice – assistenza alla registrazione (tracce 4, 6, 8, 12)

## Successo commerciale

### America del Nord
Thank U, Next ha debuttato al primo posto della classifica statunitense Billboard 200 dopo aver totalizzato 360 000 unità di vendita, di cui 116 000 copie vendute. Le dodici tracce hanno totalizzato 307 milioni di riproduzioni in streaming nella prima settimana. Si tratta del quarto album della cantante a raggiungere tale posizione in suolo statunitense, nonché del suo migliore debutto in termini di vendite. Nella Billboard Hot 100 della stessa settimana tutte e dodici le tracce dell'album sono apparse simultaneamente e undici di questi sono apparsi nella top forty, battendo il record per il maggior numero di brani di un'artista femminile presenti simultaneamente nelle prime 40 posizioni. Nella seconda settimana Thank U, Next è rimasto alla vetta della classifica degli album con altre 151 000 unità vendute, di cui 20 000 copie pure.
L'album ha fatto il suo ingresso al primo posto anche della Billboard Canadian Albums con 33 000 copie vendute nella prima settimana, che includono i 29 milioni di stream totalizzati dai brani. Ha mantenuto la prima posizione anche nella seconda settimana, in cui ha venduto altre 15 000 unità.

### Europa
Nel Regno Unito l'album ha debuttato alla vetta della Official Albums Chart con 65 000 unità vendute, il miglior debutto in territorio britannico per la cantante. Durante la prima settimana le dodici tracce sono state riprodotte 59 milioni di volte sulle piattaforme di streaming a livello nazionale. Ottentendo 59 milioni di stream, Thank U, Next ha stabilito un nuovo record per la maggior parte degli stream di album di un'artista in una settimana, battendo il record stabilito l'anno prima da Sweetener.
In Irlanda l'album è diventato il terzo per la cantante a conquistare la vetta della Irish Albums Chart e dopo la sua uscita è diventato l'unico album femminile del decennio a contenere tre singoli che hanno raggiunto la prima posizione della classifica irlandese.

### Oceania
In Australia l'album ha debuttato alla vetta della classifica degli album, diventando il quarto numero uno per la cantante nel territorio. Tutte e dodici le tracce dell'album sono apparse nella top fifty dei singoli.

## Classifiche

### Classifiche settimanali
| Classifica (2019-25) | Posizione massima |
| -------------------- | ----------------- |
| Argentina            | 1                 |
| Australia            | 1                 |
| Austria              | 1                 |
| Belgio (Fiandre)     | 1                 |
| Belgio (Vallonia)    | 3                 |
| Canada               | 1                 |
| Corea del Sud        | 30                |
| Croazia              | 2                 |
| Danimarca            | 1                 |
| Estonia              | 1                 |
| Finlandia            | 2                 |
| Francia              | 3                 |
| Germania             | 3                 |
| Giappone             | 12                |
| Grecia               | 6                 |
| Irlanda              | 1                 |
| Islanda              | 2                 |
| Italia               | 2                 |
| Lettonia             | 1                 |
| Lituania             | 1                 |
| Messico              | 1                 |
| Norvegia             | 1                 |
| Nuova Zelanda        | 1                 |
| Paesi Bassi          | 2                 |
| Polonia              | 3                 |
| Portogallo           | 2                 |
| Regno Unito          | 1                 |
| Repubblica Ceca      | 1                 |
| Scozia               | 1                 |
| Slovacchia           | 2                 |
| Spagna               | 3                 |
| Stati Uniti          | 1                 |
| Svezia               | 1                 |
| Svizzera             | 2                 |
| Ungheria             | 11                |

### Classifiche di fine anno
| Classifica (2019) | Posizione |
| ----------------- | --------- |
| Australia         | 7         |
| Austria           | 40        |
| Belgio (Fiandre)  | 11        |
| Belgio (Vallonia) | 46        |
| Bulgaria          | 4         |
| Canada            | 3         |
| Danimarca         | 13        |
| Estonia           | 2         |
| Finlandia         | 7         |
| Francia           | 59        |
| Germania          | 80        |
| Irlanda           | 6         |
| Islanda           | 8         |
| Italia            | 59        |
| Lettonia          | 3         |
| Lituania          | 1         |
| Messico           | 5         |
| Norvegia          | 6         |
| Nuova Zelanda     | 3         |
| Paesi Bassi       | 11        |
| Polonia           | 60        |
| Portogallo        | 35        |
| Regno Unito       | 7         |
| Spagna            | 44        |
| Stati Uniti       | 2         |
| Svezia            | 10        |
| Svizzera          | 43        |
| Classifica (2020) | Posizione |
| Australia         | 68        |
| Belgio (Fiandre)  | 74        |
| Belgio (Vallonia) | 158       |
| Danimarca         | 84        |
| Francia           | 187       |
| Irlanda           | 40        |
| Islanda           | 56        |
| Nuova Zelanda     | 43        |
| Paesi Bassi       | 80        |
| Regno Unito       | 74        |
| Stati Uniti       | 57        |
| Classifica (2021) | Posizione |
| Belgio (Fiandre)  | 151       |
| Polonia           | 31        |
| Spagna            | 99        |
| Stati Uniti       | 92        |
| Classifica (2022) | Posizione |
| Polonia           | 91        |
| Classifica (2024) | Posizione |
| Portogallo        | 171       |

### Classifiche di fine decennio
| Classifica (2010-19) | Posizione |
| -------------------- | --------- |
| Stati Uniti          | 68        |

## Date di pubblicazione
| Paese    | Data di pubblicazione | Edizione | Formato                              | Etichetta       |
| -------- | --------------------- | -------- | ------------------------------------ | --------------- |
| Mondo    | 8 febbraio 2019       | Standard | CD, MC, download digitale, streaming | Republic        |
| Mondo    | 10 maggio 2019        | Standard | LP                                   | Republic        |
| Giappone | 26 giugno 2019        | Deluxe   | CD+DVD                               | Universal Japan |